# Heath Shuler
Joseph Heath Shuler, né le 31 décembre 1971 à Bryson City, est un sportif et homme politique américain, représentant démocrate de Caroline du Nord à la Chambre des représentants des États-Unis de 2007 à 2013.

## Biographie
Heath Shuler naît à Bryson City et grandit dans le comté de Swain en Caroline du Nord.

### Carrière sportive et professionnelle
Au lycée du comté de Swain, son équipe de football américain — dont il est le quarterback — remporte trois années de suite le championnat de Caroline du Nord. Il rejoint ensuite l'équipe de l'université du Tennessee, où il est l'un des favoris pour le Trophée Heisman. Shuler est choisi par les Redskins de Washington lors de la draft 1994 de la NFL. Il y signe un contrat de 8 ans pour 19,25 millions de dollars, ce qui est alors le plus important contrat signé par la franchise[réf. souhaitée]. Il joue avec les Redskins jusqu'à la saison 1996. Il est souvent considéré comme l'une des plus grandes déceptions des drafts de la NFL (« draft bust »),,,.
Shuler signe ensuite avec les Saints de La Nouvelle-Orléans en 1997 puis avec les Raiders d'Oakland en 1998, mais une blessure met fin à sa carrière sportive la même année. Il reprend alors ses études à l'université du Tennessee, où il obtient un diplôme en psychologie en 2001. Il fonde alors avec son frère une société immobilière à Knoxville, Heath Shuler Real Estate, qui compte 250 employés en 2005. Il retourne en Caroline du Nord en 2003.

### Carrière politique
Bien qu'il n'ait jamais été inscrit comme républicain sur les listes électorales, Shuler est encouragé par le Parti républicain du Tennessee pour se présenter à la succession de Van Hilleary (en) à la Chambre des représentants des États-Unis en 2002. Il n'est pas candidat. Issu d'une famille démocrate, Shuler finance alors à la fois des candidats républicains et démocrates.
Il se présente finalement en 2006, sous l'étiquette démocrate, dans le 11e district de Caroline du Nord dans l'ouest de l'État. Même si George W. Bush y a remporté 57 % des voix en 2004, Shuler — démocrate conservateur — est populaire dans la région. Il est au coude-à-coude avec le républicain sortant, Charles H. Taylor (en), élu depuis 16 ans,. Il est élu représentant avec 53,8 % des suffrages,.
Shuler est facilement réélu en 2008 en rassemblant 62 % des voix devant le conseiller municipal républicain d'Asheville Carl Mumpower (35,8 %) et le libertarien Keith Smith (2,2 %),. Lors de la vague républicaine de 2010, il est réélu avec 8 points d'avance sur le républicain Jeff Miller, (54,3 % des voix). Cependant, de nombreux membres de la Blue Dog Coalition sont battus et les démocrates perdent le contrôle de la Chambre des représentants. Shuler appelle alors Nancy Pelosi, chef de la majorité démocrate, à se retirer. Il se présente face à elle pour présider le groupe démocrate, mais il est battu 43 voix contre 150.
Avant les élections de 2012, son district est redécoupé par l'Assemblée générale de Caroline du Nord, à majorité républicaine. Le district perd des électeurs démocrates et gagne des républicains, compliquant grandement la réélection de Shuler. Il choisit de ne pas se représenter.
Son mandant terminé, Shuler rejoint la société Duke Energy, dont il devient vice-président des affaires fédérales. Il quitte l'entreprise en août 2016.

## Positions politiques
Shuler est un démocrate conservateur, membre de la Blue Dog Coalition. Il est opposé à l'avortement, au mariage homosexuel et au contrôle des armes à feu,. Durant son mandat, il vote contre la réforme de la santé du Président Obama et le plan de relance de 2009.